# Heminodus
Heminodus és un gènere de peixos pertanyent a la família dels peristèdids.

## Taxonomia
- Heminodus japonicus (Kamohara, 1952)[2]
- Heminodus philippinus (Smith, 1917)[3][4][5][6][7][8]